# Aspidium laetevirens
Aspidium laetevirens là một loài dương xỉ trong họ Tectariaceae. Loài này được Lowe, Kze. mô tả khoa học đầu tiên năm 1850.
Danh pháp khoa học của loài này chưa được làm sáng tỏ. 